# Kanał Warna-Dewnja
Kanał Warna-Dewnja – głębokowodny kanał żeglugowy we wschodniej Bułgarii.
Łączy ze sobą dwa porty Warnę-Wschód i Warnę-Zachód, leżące na terenie miast Warna (port wschodni) oraz Dewnja (zachodni). Kanał zaczyna swój bieg od Zatoki Warneńskiej, która jest częścią Morza Czarnego. Od zatoki, pomiędzy Warną a jej dzielnicą Asparuchowo, wybudowane są dwa biegi kanału, które prowadzą do Jeziora Warneńskiego, tworząc tym samym największą wyspę kanałową w Bułgarii. Połączenie drogowe poprzez kanał zapewnił zbudowany w 1976 roku Most Asparucha. Dalej kanał przechodzi przez jezioro i ciągnie się do Jeziora Bełosławskiego. Całkowita długość kanału wynosi 22 km.
Pomysły na taki kanał istniały od XVIII wieku. Projekt kanału opracowany przez Bułgarów ujawnił po raz pierwszy brytyjski pisarz Charles Dickens, korespondent wojenny w Warnie podczas wojny krymskiej, pisząc także, że projekt ten odrzucił turecki sułtan Abdülmecid I w 1847 roku.
Budowa kanału zaczęła się w 1970 roku; kanał został ukończony i w całości oddany do użytku w 1978 roku.